# 短篇小說 (雜誌)
《短篇小說》創刊於2012年6月，為台灣第一份以刊載短篇小說為主的文學雜誌，以雙月刊的形式出版。主編為茉莉二手書店執行總監傅月庵，發行人為學學文創志業副董事長詹偉雄，並由設計師王志弘擔任美術設計。
《短篇小說》每期刊登十篇華文作家的原創短篇小說，內頁除了小說本身和編後語，沒有任何關於作者的介紹及作品的評論，將詮釋權交給讀者，以素樸、純粹為其特色。傅月庵有感於台灣報紙副刊萎縮、文學雜誌幾乎不接受投稿、文學獎成為揣摩「評審口味」的競賽等多種寫作危機，《短篇小說》旨在提供華文小說家一個發表的平台，並從第三期開始開放投稿。
2012年12月第四期出版後，《短篇小說》一度打算停刊，原主編傅月庵請辭，後由印刻文學接手，並由總編輯初安民主編。但在2015年12月出版第22期之後，形同停刊。

## 外部連結
- 〈短篇小說〉雙月刊（facebook專頁）